# Esperança (Príncipe)
Esperança (portugies.: „Hoffnung“) ist ein kleiner Ort auf Príncipe im Distrikt Pagué im Inselstaat São Tomé und Príncipe.

## Geographie
Der Ort liegt im Landesinneren, ca. 500 m südlich des Hauptortes Santo António im Gebiet von Porto Real.